# Kraksa (film 1963)
Kraksa – polski film fabularny krótkometrażowy z 1963 roku w reżyserii Edwarda Etlera. Muzykę do filmu stworzył Krzysztof Komeda. Obraz powstał w Wytwórni Filmów Oświatowych w Łodzi.